# David Tage, Mona Nächte
David Tage, Mona Nächte ist ein Briefroman von Andreas Steinhöfel und Anja Tuckermann aus dem Jahr 1999. Die Autoren schreiben eine Geschichte über die erste richtige Liebe, Probleme, das Zusammenkommen und die Verbundenheit zweier junger Menschen. 

## Handlung
Mona und David haben eine kurze Begegnung, fühlen sich gleich einander verbunden, doch alles, was ihnen voneinander bleibt, ist die Adresse des anderen. Denn Mona findet, sie sollten sich schreiben, anstatt sich wieder zu treffen, obwohl beide in Berlin leben. Dies ist zunächst eine große Herausforderung für den coolen, wortkargen David, der es nicht gewohnt ist, sich auszudrücken, besonders nicht in Briefen. Doch für Mona nimmt er dies in Kauf, und schnell scheinen die beiden auf derselben Wellenlänge zu liegen. Die Briefe werden immer länger, die beiden wirken immer vertrauter und immer deutlicher wird die Zuneigung, die sie zueinander empfinden. 
Als sie mehr voneinander erfahren, steht plötzlich ein vermeintliches Problem im Wege, das zu großen Missverständnissen führt, und der Kontakt der beiden droht zu zerbrechen. 
Mona macht sich über Davids Alter lustig und sie geraten in einen Konflikt, weswegen beinahe der Kontakt abbricht.
Ihre Geschichte – das Kennenlernen bis hin zur Beziehung der beiden – wird dem Leser nur durch Briefe, die sie sich regelmäßig schreiben, erzählt.

## Rezensionen
David Tage, Mona Nächte wurde größtenteils positiv bewertet. Kritisiert wurde der Schreibstil an einigen Stellen des Buches, da er so nicht zu 15- bzw. 17-jährigen Jugendlichen passe. Positiv wurde aufgenommen, dass das Buch schnell gelesen werden kann und auch interessierte „Wenigleser“ nicht überfordert.

„Mal etwas anderes, aktuelle Themen, die Jugendliche interessieren dürften.“

„Die Hauptdarsteller werden sehr facettenreich dargestellt und mit viel Gespür für einen jugendlichen Sprachstil in Szene gesetzt.“

## Auszeichnungen
- 2000: Hans-im-Glück-Preis